# 贺志辉
贺志辉（1962年10月18日—），男，籍贯不详，中国企业人物。曾任中铝集团总经理助理、中铝股份总裁等职。

## 生平
1982年7月毕业于中南工业大学工业自动化专业，分配到中国有色金属工业总公司贵阳铝镁设计研究院工艺室工作。1985年至1987年，在华中理工大学理论电工专业进行研究生学习，获硕士学位。1993年4月，任贵阳铝镁设计研究院电控室副主任，1996年7月任电气分院院长，1998年5月任副院长，2003年5月任院长。2003年12月，组建中铝国际工程有限责任公司，任执行董事、副总裁。2006年4月，卸任贵阳铝镁设计研究院院长职务。2010年3月至2016年10月，任中铝国际工程股份有限公司总裁。2013年5月至2016年5月，任中色科技股份有限公司董事长。2015年7月，任中铝国际工程股份有限公司党委书记。2015年8月，任中铝国际工程股份有限公司工会主席。2016年3月，任中铝国际工程股份有限公司董事长。2016年6月16日，任中国铝业集团有限公司总经理助理。2019年2月21日，受聘为中国铝业股份有限公司总裁。2020年10月21日，辞去中国铝业股份有限公司董事、总裁职务。

## 社会兼职
- 中国有色金属建设协会副理事长（2011年5月－）
- 中国知识产权研究会副理事长（2008年－2017年）

## 荣誉
- 全国青年科技标兵
- 第八届有色金属行业有影响力人物（2012年）[4]
- 国务院政府特殊津贴（2013年）
- “2015-2016年度全国企业家”（2016年）[5]